# Svatoslav (Moravia meridionale)
Svatoslav (in tedesco Swatoslau) è un comune della Repubblica Ceca facente parte del distretto di Brno-venkov, in Moravia Meridionale.